# 僧ヶ岳
僧ヶ岳（そうがだけ）は、富山県魚津市と黒部市にまたがる標高1,855 mの山。飛騨山脈（北アルプス）立山連峰の北端にある。二級水系片貝川の支流である布施川（ふせがわ）の源流である。

## 概要
『千光寺旧記』によると、大同元年（809年）に現在の経田浜（僧ヶ岳開山以降は佛ヶ浦と称した）から千手観世音菩薩像と大威徳明王像が網にかかったという。これを当時の住持永観僧部が本尊として小川寺に安置すると山頂にかけて紫雲がかかりたなびいた。そこで佛ヶ嶽へ大威徳明王像を移し奥の院に創設した。これを佛ヶ嶽開山とする。『佛ヶ嶽登山記』では、1845年6月25日に僧ヶ嶽を登山したと記されていたことから、この頃には既に『僧ヶ嶽』と呼ばれるようになった。
春から初夏の雪解け時に、虚無僧や馬などの雪絵が現れることから、僧馬岳、仏ヶ岳などの別称があった。県東部の魚津市と旧黒部市からは、東の方向に毛勝三山と並ぶ僧ヶ岳の巨大な山容を望むことになる。かつてこの地域の住民は、この山に安置された仏を拝み、また雪絵を目安に田植えなどの農作業の時期を決めていた。

## 自然
中部山岳国立公園は立山連峰では隣の駒ヶ岳までで終わる。しかしながら、僧ヶ岳には日本海からの季節風の風衝地帯があり、そこに見られる植物は特徴的な雪椿をはじめ貴重なものが多く保護すべきであるとし県立自然公園に指定しようという動きがあった。
2011年（平成23年）9月8日、僧ヶ岳一帯が新設された僧ヶ岳県立自然公園に指定された。

### 植生
場所別で植生を見ると、山の大半は日本海側からの大雪に覆われるが、この雪はむしろ保温や風への保護をすることから雪に適応したチシマザサやユキツバキに代表される様々な植物が見られ、また冷涼な気候を好むブナや落葉低木の森が広がっており紅葉がとても美しい。
一方で、前僧ヶ岳と僧ヶ岳の間にある仏ヶ平は1mを越すような植物が殆どなく草原が広がっている。仏ヶ平にはキャラボク群集の他、ニッコウキスゲ、シモツケソウ、タカネバラなどのお花畑が見られる。この植生は片貝川からくる強い季節風に雪が吹き飛ばされた結果、積雪による植物体の保護が受けられなくなり標高の割に珍しい草原を形成したものと考えられる。
尾根裏側の風下になる部分には遅くまで雪が残る雪田が見られる。雪田跡は雪解けの後に草原を形成する。植物はハクサンオオバコやツガザクラ、またこの地域で珍しいものとしてハクサンコザクラが見られる
片貝川からのルートの中腹にある池尻の池という湿原にはミズバショウの大群落があり、シラネアオイも自生する。

## 信仰
この山は魚津市小川寺、小川山千光寺の奥の院である。
片貝川沿いに別又からの登山道と布施川沿いに福平からの登山道は、本来僧ヶ岳山頂に信仰のために登拝するためのものであった。
伝説によれば、経田の漁師の網により千手観音菩薩と大威徳明王の像が引き揚げられ、千光寺に納められたという。
かつて千手観音は観音平（山）に置かれ、大威徳明王は千光寺の奥の院である僧ヶ岳に安置されていて、冬は9月から3月まで観音平（山）の仮殿に遷座されていた。3月に僧ヶ岳に運ばれて安置される時と9月に山から降ろされる時の2回、仏様の送り迎えの盛大な祭が行われた。小川寺では名残の秋祭りが今も行われる。
1990年から、心蓮坊と僧ヶ岳保勝会によって、大威徳明王像が僧ヶ岳仏平（ほとけだいら）に安置されて法要が行われるようになり、「僧ヶ岳本流コース山開法要」として復活した。ただし、僧ヶ岳に安置されるのはこの日だけである。
小川寺の秋祭りで舞われる獅子舞は新川地方（魚津市・黒部市・入善町）の獅子舞の源流であり、囃子はいくつかの祭りでは獅子舞なしでも演奏される。また、天狗踊りの手振りは日本最古ともいわれる形が残るとされる。

## 雪絵
雪絵は雪解けから初夏までさまざまに変化・変形しながら、残雪と地肌の両方にたくさんの絵が現れる。変形して名前が変わる雪絵は全国的にも珍しい。また黒部と魚津など別の地域から見た場合は別の名称で呼ばれることがある。
雪解けが進むに連れ、「僧」「馬」「兎」「虚無僧」「大入道」「猫」「猪」（猪の雪形の位置については諸説ある）が変化・変形しながら現れる。右の解説図は5月中旬ごろの中期のものである。人々は種まき時を知ったり、水田の水管理の目安などにした。これに関しては長井真隆の研究に詳しい。
6月中旬には最終形態が山肌に出現し、「尺八を吹く虚無僧」、大きな「馬」「鶏」などを見ることができる。
黒部市無形文化財（昭和31年1月13日指定）及び、魚津市無形文化財（昭和38年4月1日指定）である布施谷（ふせんたん）節の一節に「いつか春風里より吹けば　山の虚無僧が腰あげる」とあり、雪絵と農業の結び付きを表している。

## 登山道
出典→
- 布施川本流コース

最短で布施川本流を沢伝いに登る。このコースの登山口は、本来は黒部市池尻であるが、布施川ダム完成によりダムサイト（駐車場）出発となっている。現在は休止中。
- 烏帽子尾根（小杉谷）を登るコース。

嘉例沢森林公園を起点として烏帽子尾根をたどるコース。登山道では最も長い。
- 小杉谷コース

嘉例沢森林公園から烏帽子尾根コースの丁度中間に位置。終点はワサビ谷と呼ばれるワサビの宝庫であった。1955年以降から利用されていたが、途中にある小屋が老朽化するに伴って登山者がいなくなった。その後1989年に僧ヶ岳保勝会が登山道を復元したものの、現在は休止中。
- 大原台からの林道コース

宇奈月温泉から林道別又僧ヶ岳線に入り、烏帽子尾根から登る。このコースは平和の像までタクシーで行けるほか、道路状況が良ければ1,043m地点の遭難費広場まで自動車が使えるため（こここが最終駐車場となる）時間短縮になる手軽さから利用者が多い。1,431m地点から歩きやすくなる。
- 別又からの林道コース（現在は廃道）。
- 別又からの登山道コース（同上）。
- 尾沼谷からの新道で崚線に登るコース。

黒部市宇奈月ダムの付帯施設である温泉施設横の道を登り、新道を崚線に向かい、烏帽子崚線から登る。
- 東又コース（片貝僧ヶ岳線）

魚津市側からの唯一の登山道。片貝川上流の片貝山荘から150m行ったところが登山口で、登り始めから2、3回登山道がジグザグしたかと思うと、急坂になり、1,370mの伊折山まで続く。2時間ほど急な登りになるが、所々ロープが固定されている。伊折山から1時間程度で成谷山（1,600m）に着き、そこから頂上まで1時間かかる。途中『櫓見の池』と呼ばれる池搪（ガキ田）も見ることが出来る。

## 僧ヶ岳林道
大原台（宇奈月温泉スキー場）と片貝川上流別又谷の間を烏帽子山や僧ヶ岳の山腹に、等高線をなぞるように作られている僧ヶ岳林道（主に森林基幹道別又僧ヶ岳線）がある。山腹に作られた部分は落石が多く崖崩れなどで通年で通行止めであるため、だんだんと緑が復活してきている。

## 近隣の山
僧ヶ岳と次の山々は立山連峰や毛勝三山とやや離れていて、一つのグループに見える。
- 越中駒ヶ岳 - 剱岳、毛勝の絶景ポイントである。
- 北駒ヶ岳 - 「前駒」とも呼ばれる。駒ヶ岳の前峰が昭和の時代に命名されたのではないかという説がある[9]。
- 烏帽子山（黒部市）- 北側にある標高1,274 mの山。

## その他
- 前僧ヶ岳に旧陸軍により援助されたモリブデン採掘会社の建物跡がある[10]。
- 1995年（平成7年）9月6日に、林道別又僧ヶ岳線脇の山中で坂本堤弁護士の妻が遺体で発見された（坂本堤弁護士一家殺害事件）。場所は毛勝山麓の別又谷を見下ろす山地である。

## 関連画像

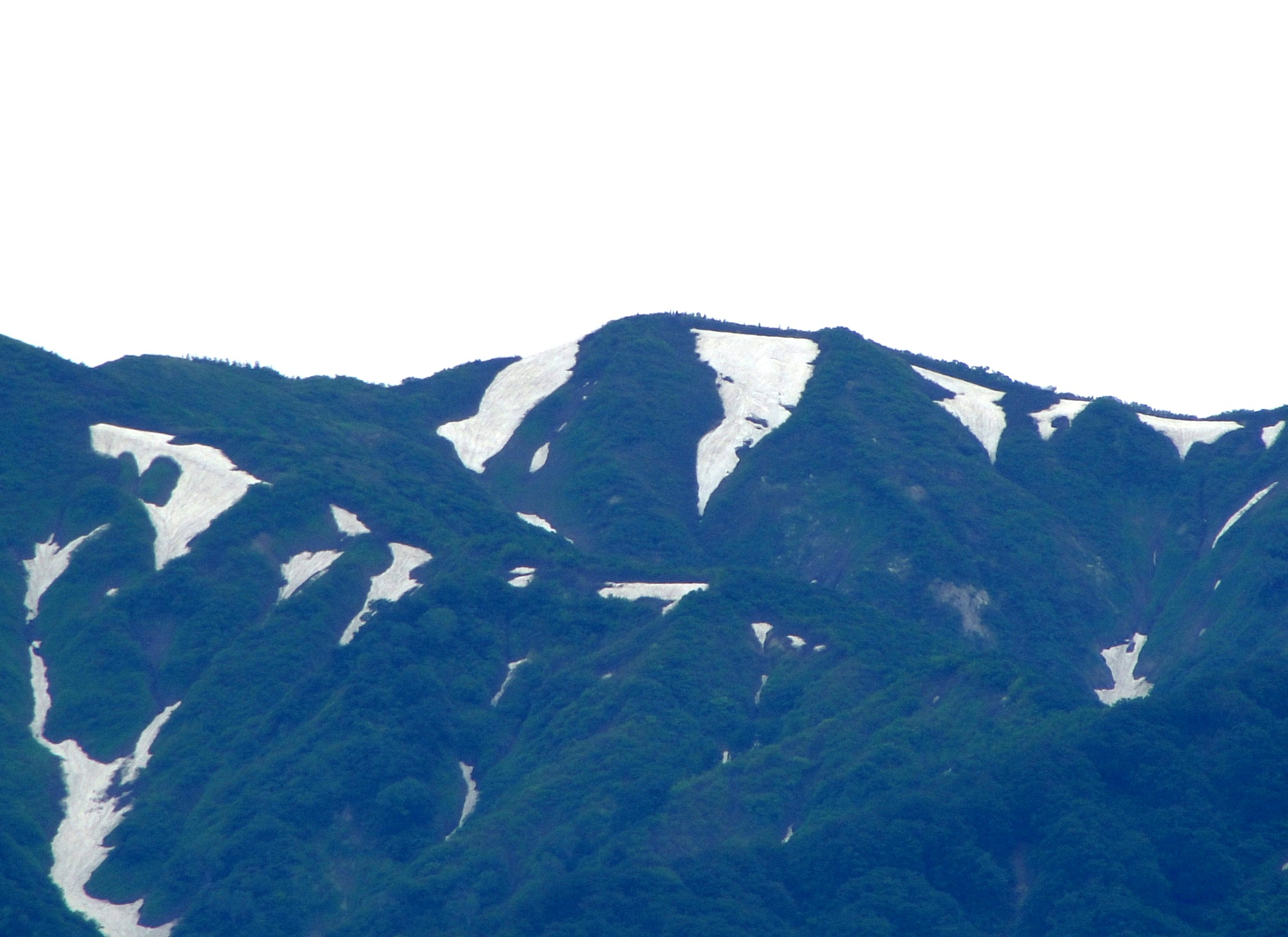
雪解けが進んだ6月下旬。
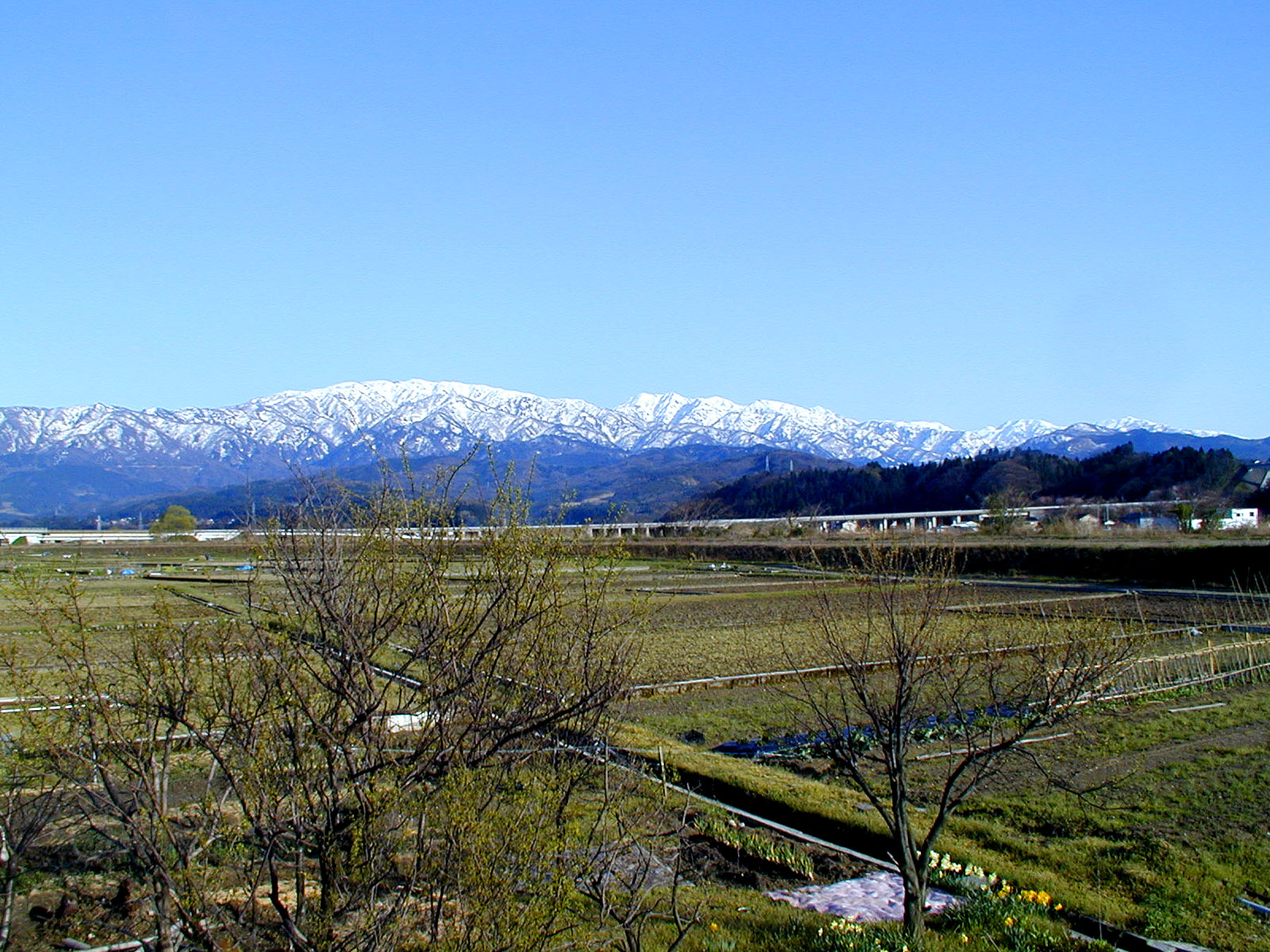
僧ヶ岳と毛勝三山、山田から
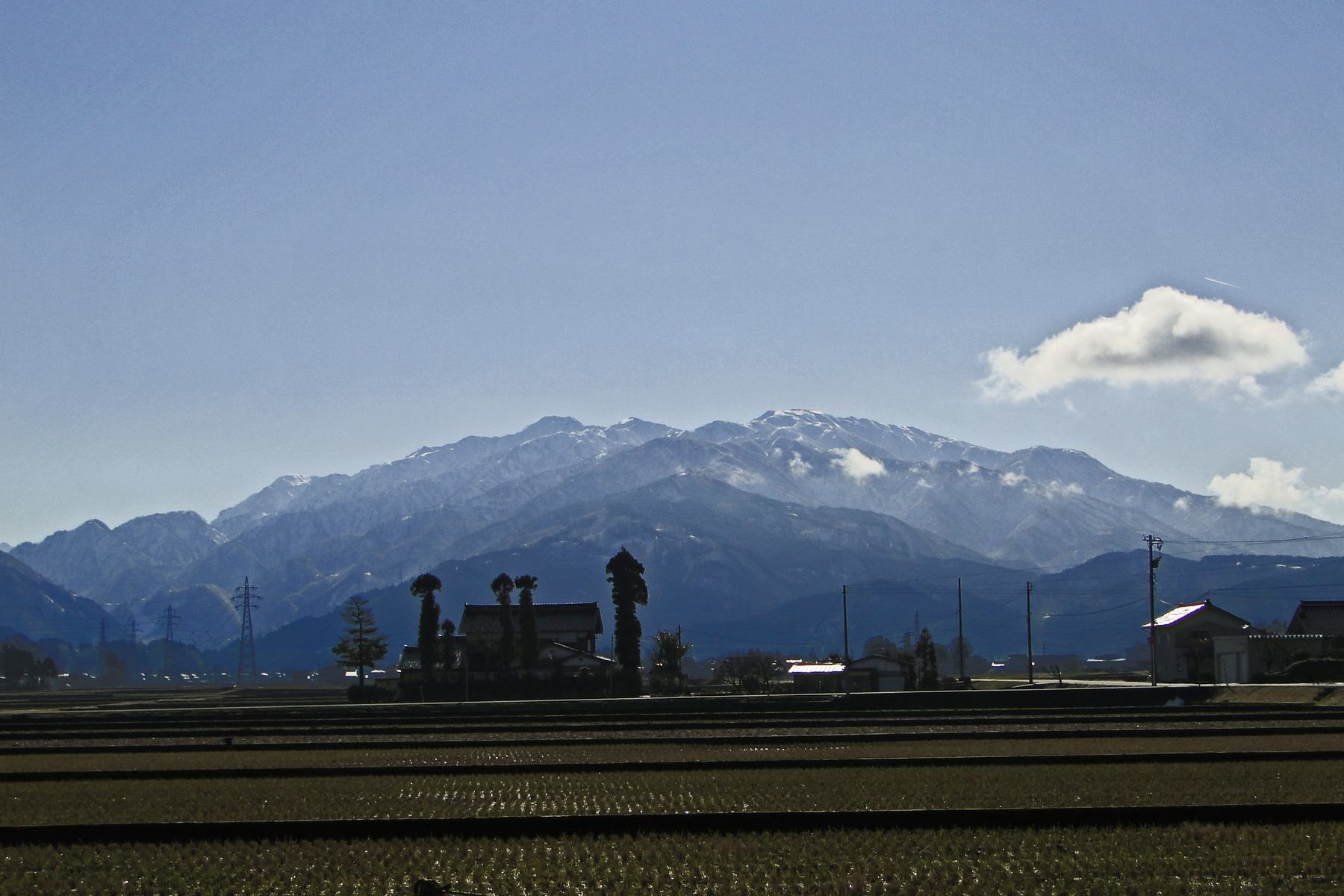
僧ヶ岳・駒ヶ岳・烏帽子山・鋲ヶ岳、新屋から

## 関連図書
- 『新日本山岳誌』ナカニシヤ出版、ISBN 4-7795-0000-1
- 『改訂版　富山県の山』山と渓谷社、ISBN 978-4-635-02367-2